# Église Saint-Phal de Saint-Phal
L'église Saint-Phal est une église située à Saint-Phal, en France.

## Description
Construite au XVe et XVIe siècles, elle était prévue sur un plan de croix latine et devait avoir 47 m de longueur. Elle possède un notable portail, un riche mobilier : pierres tombales présumées d'Arthur de Vaudrey et de Claude de Montot, tableau d'une Mise au tombeau du XVIe siècle, retable du calvaire du XVIe siècle, collection de statues du XVIe siècle.

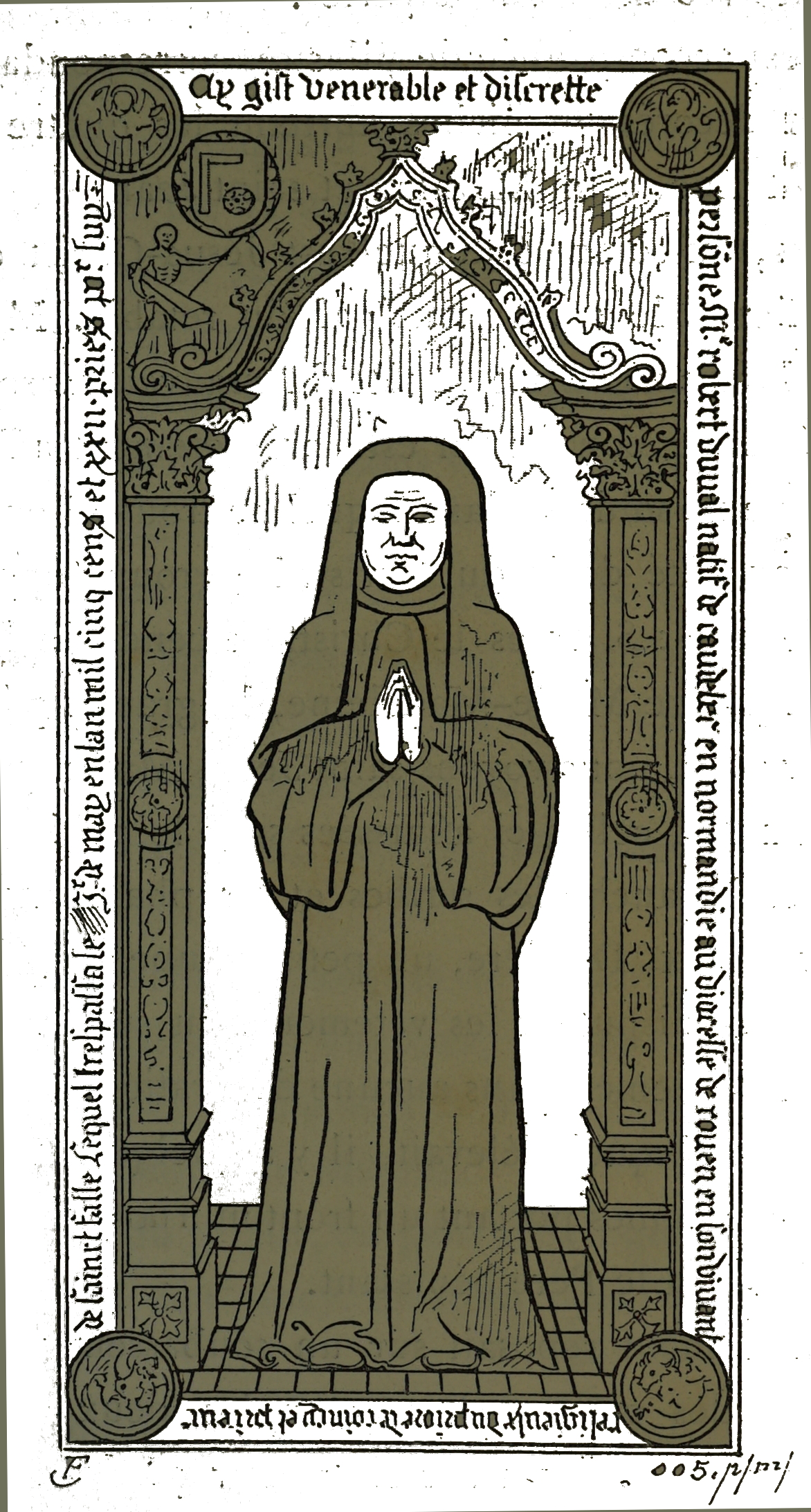
Dalles
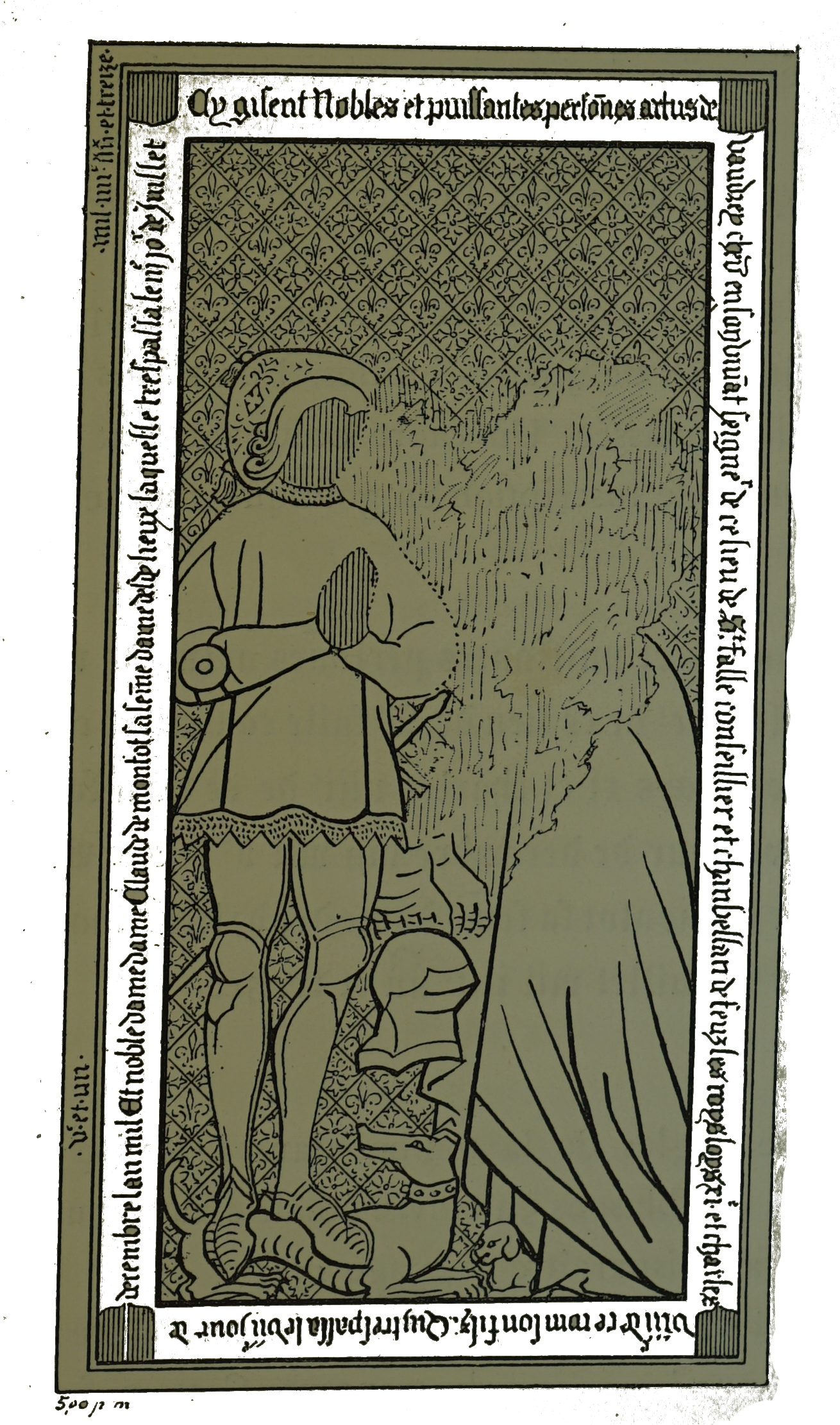
funéraire,
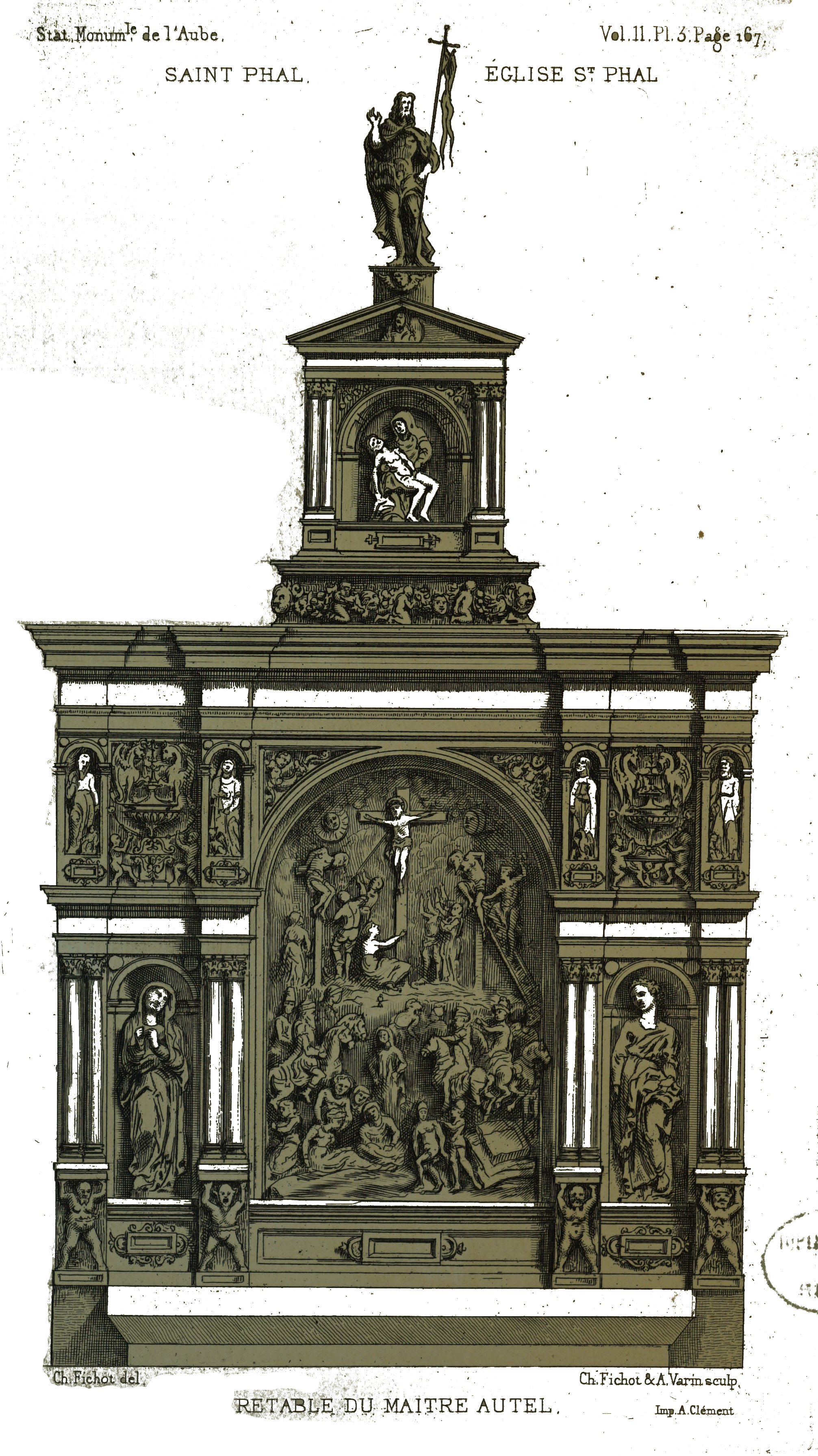
retable,
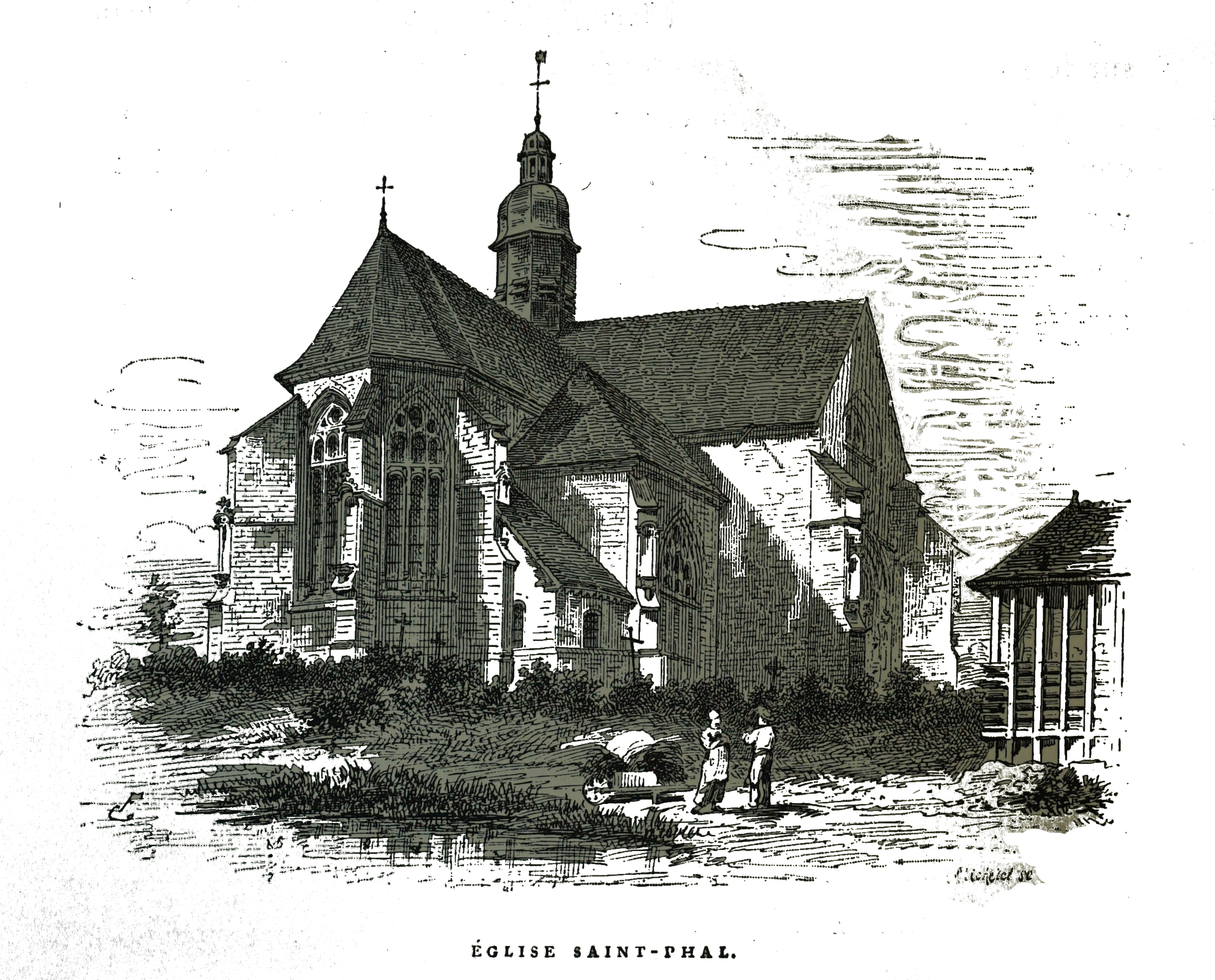
abside,
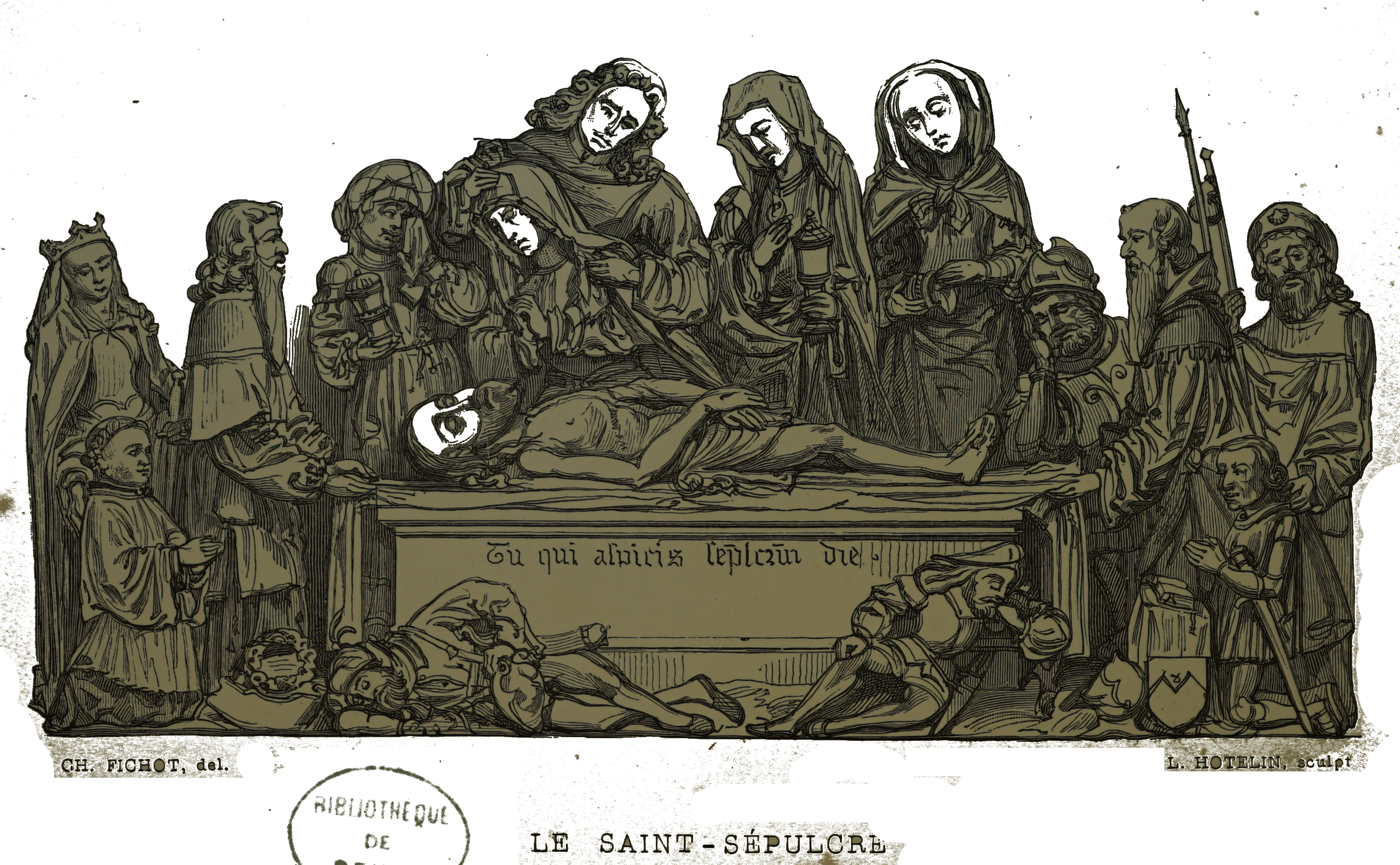
mise au tombeau.

Deux superbes portails latéraux. L'un d'eux porte une sculpture polychrome de saint Denis décapité et un christ de pitié, deux beaux exemples de l'école troyenne. À l'intérieur de l'église une statue de saint Roch et une autre de sainte Syre vêtue en pèlerine.

## Localisation
L'église est située sur la commune de Saint-Phal, dans le département français de l'Aube.

## Historique
L'église était le siège d'une paroisse du Grand-doyenné de Troyes, à la collation du prieur de Coincy. Elle avait comme succursales Chamoy, Crésantignes, les chapelles de Jeugny et Machy.
L'édifice est classé au titre des monuments historiques en 1985.

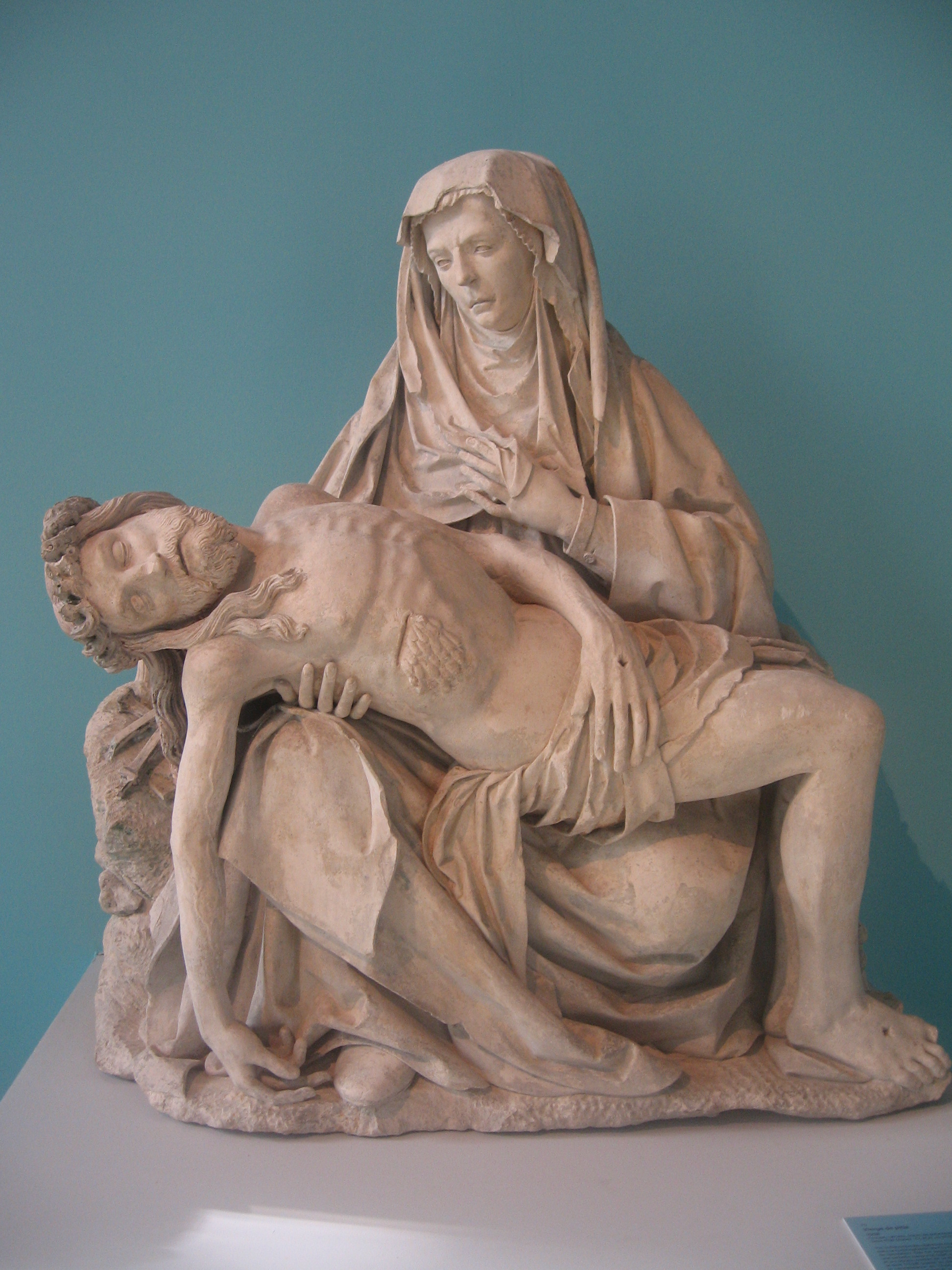
Pièta.